# Pinturas rupestres de Bahi
Las pinturas rupestres de Bahi son un conjunto de pinturas rupestres situadas en tres sitios de la región de Dodoma, en Tanzania. Se cree que estas pinturas fueron realizadas por el pueblo wamia, que ocupó la región antes que el pueblo gogo (los actuales residentes). Las pinturas, que representan ganado, figuras humanas, calabazas, un pájaro y una flecha, entre otros símbolos, fueron supuestamente ejecutadas en ocasiones importantes como los funerales. El pueblo gogo, aunque no es plenamente consciente del significado original de las pinturas para los wamia, ha seguido utilizando los sitios como lugares sagrados para la ejecución de las danzas de la lluvia. Se estima que las pinturas de Bahi tienen al menos 340 años de antigüedad, según la genealogía del jefe bahi de 1929, que reveló el tiempo estimado de la llegada de su antepasado Kimanchambogo a la zona. El método de la pintura blanca se asocia generalmente con las poblaciones agrícolas de habla bantú.